# 奧滕貝格山
47°34′57″N 9°08′15″E / 47.58247°N 9.13739°E

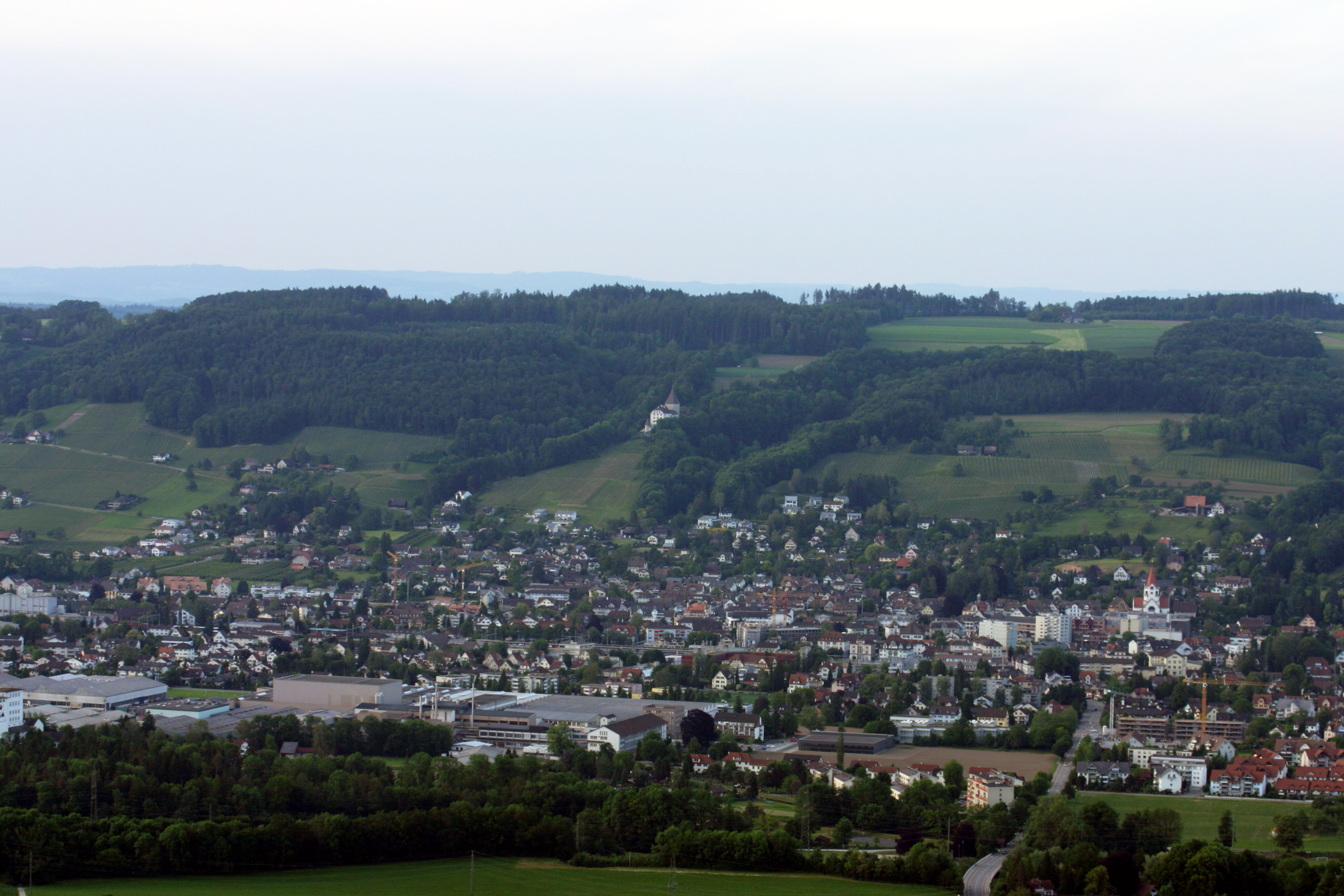

奧滕貝格山（Ottenberg TG），是瑞士的山峰，位於該國東北部圖爾高州，由克門塔爾、梅爾施泰滕和韋因費爾登負責管轄，處於貝格以北，海拔高度680米。